# Mycothérapie

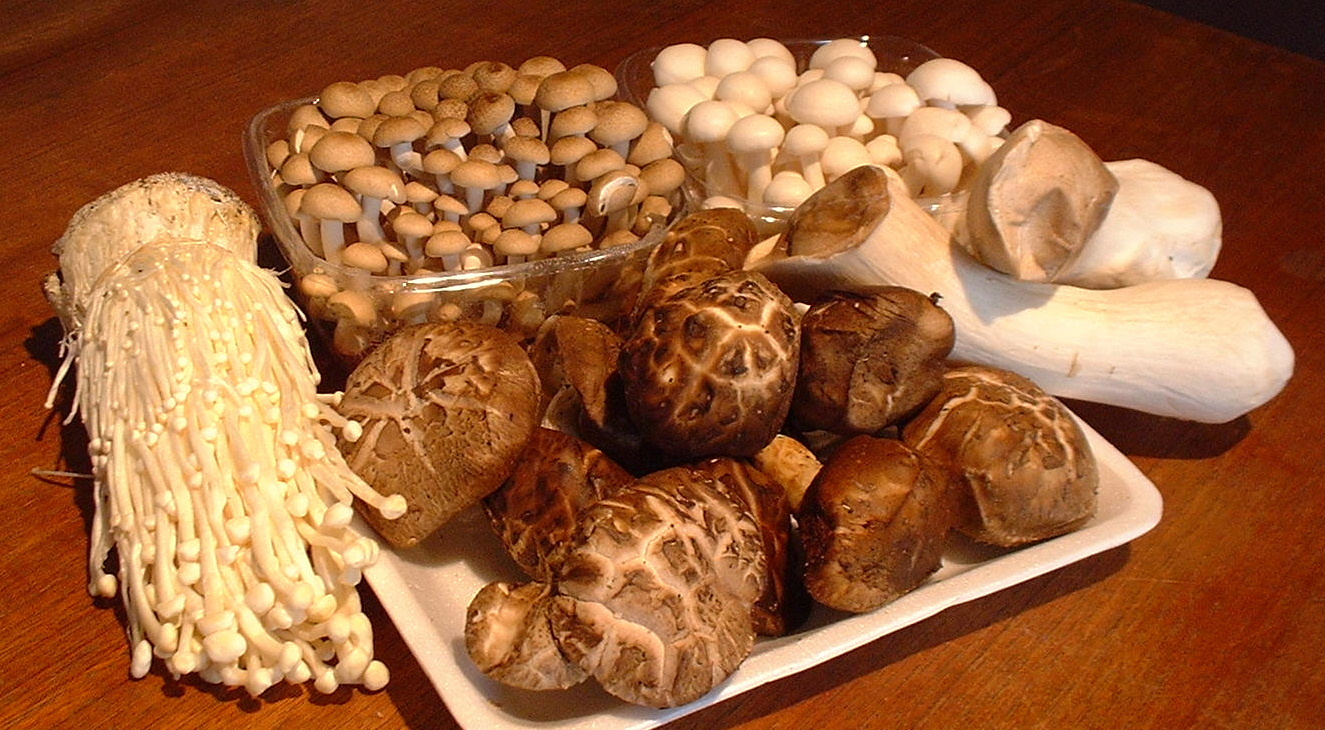
Différentes espèces de champignons utilisées en mycothérapie.

La mycothérapie est une médecine non conventionnelle utilisant des champignons médicinaux ou des extraits de ces champignons à des fins médicales.

## Aspects historiques
L'usage des champignons médicinaux est probablement très ancien. La découverte en 1991 d'Ötzi révèle que cet homme préhistorique transportait dans son sac des polypores du bouleau, probablement à usage médicinal (consommés pour ses propriétés antibiotiques, vermifuges et vulnéraires).
Le soin par les champignons est une des branches essentielles de la phytothérapie extrême-orientale. Ainsi, le Reishi est utilisé dans la médecine traditionnelle chinoise et japonaise il y a plus de 2000 ans avant J.-C.
L'emploi de champignons médicinaux est attesté dans la civilisation gréco-romaine et égyptienne. Ils sont également employés en médecine populaire dans l'Occident médiéval. Cette médecine se développe particulièrement en Europe de l'Est. Ainsi, le chaga utilisé depuis le XVIe siècle fait l'objet d'importantes recherches au XXe siècle afin d'identifier ses composés bioactifs.
La légitimité acquise par la médecine fondée sur les faits au XXe siècle a rangé aux oubliettes la mycothérapie, même si certains champignons ont fourni d'importants moyens de traitement médical (levure Saccharomyces boulardii découverte en 1920, pénicilline découverte en 1928 par Alexander Fleming à partir de Penicillium notatum). Des recherches actuelles lui redonnent une certaine impulsion.[réf. nécessaire]

## Domaine médical
Les champignons sont largement utilisés dans le domaine médical : antibiothérapie, cancérologie, parasitologie, cardiologie, dermatologie, endocrinologie, diabétologie, gastro-entérologie, gynécologie, hématologie, neuropsychiatrie, pneumologie, oto-rhino-laryngologie, traumatologie, urologie, vénérologie, etc.

### Bibliothérapie
- Bruno Donatini, Les vertus médicinales des champignons, MIF, 1999, 120 p.
- Alain Tardif, La Mycothérapie. Propriétés médicinales des champignons Broché, Amyris, 2007, 190 p.
- (en) Christopher Hobbs, Medicinal Mushrooms: An Exploration of Tradition, Healing, and Culture, Book Publishing Company, 2002, 402 p. (lire en ligne)